# Less Nándor Földrajzverseny
A Less Nándor Földrajzverseny Magyarország egyik legnagyobb múltú tanulmányi versenye. A versenyen az általános iskolák 7-8. osztályos diákjai, valamint a középiskolai tanulók mérhetik össze a tudásukat földrajzból.

## Története
A tragikusan fiatalon elhunyt kutató, Less Nándor emlékére kollégái és barátai először emléktúrát, szerveztek, majd 1993-ban rendezték meg Miskolcon a róla elnevezett megyei földrajzversenyt. A megmérettetés később országos szintűvé vált, és két évtizeden át a miskolci Avasi Gimnázium szolgált helyszínül. 2014-ben azonban változások történtek, így abban az évben a rendezvényt a Miskolci Egyetem területén tartották meg. A verseny helyszíne 2015-től Debrecen lett, ahol a Debreceni Egyetemmel közösen szervezik meg és bonyolítják le a versenyt. 2018-ban tartották a jubileumi XXV. Less Nándor Földrajzversenyt. Ezen alkalomból egy képes kiadványban is összefoglalták a negyed század eseményeit.

## Lebonyolítása
A kétfordulós versenyt négy kategóriában hirdetik meg a 7. évfolyam, a 8. évfolyam, a 9. évfolyam és a 10-12. évfolyam számára. Az első fordulóra általában a március 8-hoz legközelebbi hétfőn kerül sor, ekkor a diákok a saját iskolájukban egy 100 pontos feladatlapot töltenek ki. Innen kategóriánként a legjobb 20-30 diák kerül a döntőbe, amelyet a Föld napjához legközelebbi pénteken és szombaton rendeznek meg, ám itt mindenki tiszta lappal indul. Az első napon délután egy 50 pontos írásbeli tesztet töltenek ki a versenyzők, majd délután lehetőségük van szakmai programokon is részt venniük. Másnap délelőtt mindenki egy zsűri előtt szóbelizik a húzott tételből, amire szintén 50 pont kapható. Az ebéd után kerül sor az ünnepélyes eredményhirdetésre, ahol mindenki oklevelet kap, a győztesek pedig a Kossuth-díjas Györfi Sándor által tervezett Less Nándor-emlékplakettet és díszoklevelet vehetnek át a díj alapítójától. A legeredményesebb versenyzőknek eddig 4-szer sikerült elnyerni a díjat. 2020-ban a koronavírus-járvány miatt az 1. forduló adta a végeredményt, de emlékplaketteket nem osztottak ki.